# Ethniki Odos 10
Die Ethniki Odos 10 (griechisch Εθνική Οδός 10 ‚Nationalstraße 10‘) ist eine 76 km lange Straßenverbindung in Griechenland. Sie verbindet den Isthmus von Korinth mit der Straße EO 70 in Lygourio.

## Verlauf
Die Straße zweigt in Isthmia rund 6 km östlich von Korinth von der Ethniki Odos 8 ab, quert die Autobahn Aftokinitodromos 8 (Anschlussstelle 10) und führt teils an der Küste des Saronischen Golfs entlang über Kechries nach Loutra Oreas Elenis (Λουτρά Ωραίας Ελένης). Sie folgt dem Golf in einigem Abstand nach Osten und biegt auf der Höhe von Amoni scharf nach Süden ab. Nördlich von Nea Epidavros (Νέα Επίδαυρος) erreicht sie wieder die Küste, passiert den gleichnamigen Ort und führt an Palea Epidavros vorbei nach Epano Epidavros, wo die Straße Ethniki Odos 70 nach Palea Epidavros gekreuzt wird. Die EO 10 setzt sich weitgehend parallel zu dieser nach Westen fort, bis sie bei Lygourio (Λυγουριό) in die EO 70 mündet.